# Havsfilosofen
Havsfilosofen är en svensk dokumentärfilm från 2023, regisserad av Andreas Eidhagen och producerad av Annika Gritti. Filmen utforskar äventyret och den inre resan hos Sven Yrvind, en 80-årig segelentusiast, som bygger en en meter bred segelbåt med avsikt att segla nonstop från Irland till Nya Zeeland.

## Handling
Filmen kretsar kring Sven Yrvind och hans ambitiösa projekt att bygga en extremt liten segelbåt och utmana haven genom att segla från Irland till Nya Zeeland utan att stanna.

## Produktion och utgivning
Havsfilosofen hade sin premiär den 17 mars 2023 och är producerad av The Motor Moving Pictures. Filmen släpptes på Viaplay och har en speltid på 78 minuter. Regissören Andreas Eidhagen har även stått för klippningen.

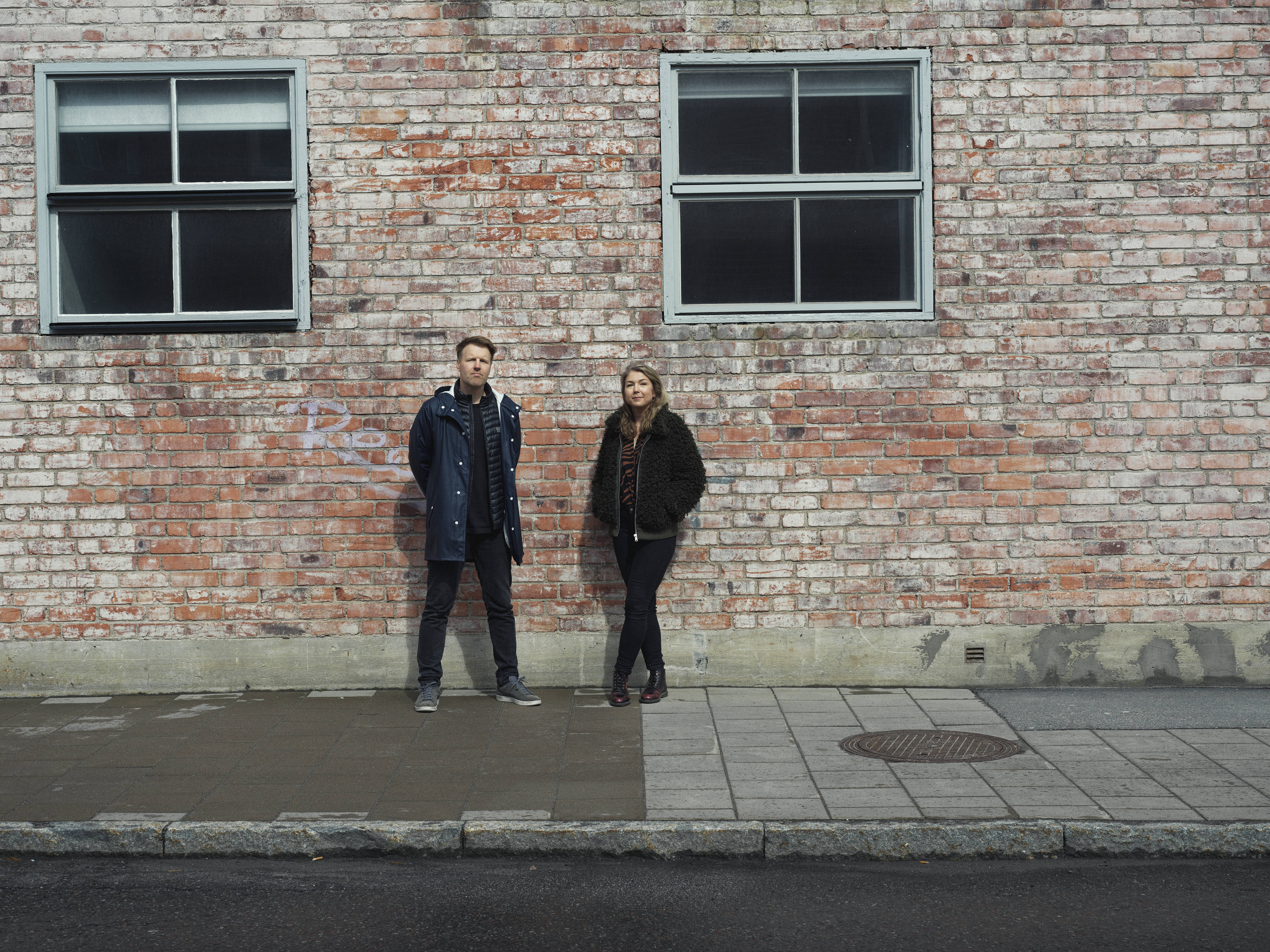
Regissör Andreas Eidhagen och producent Annika Gritti på The Motor Moving Pictures AB
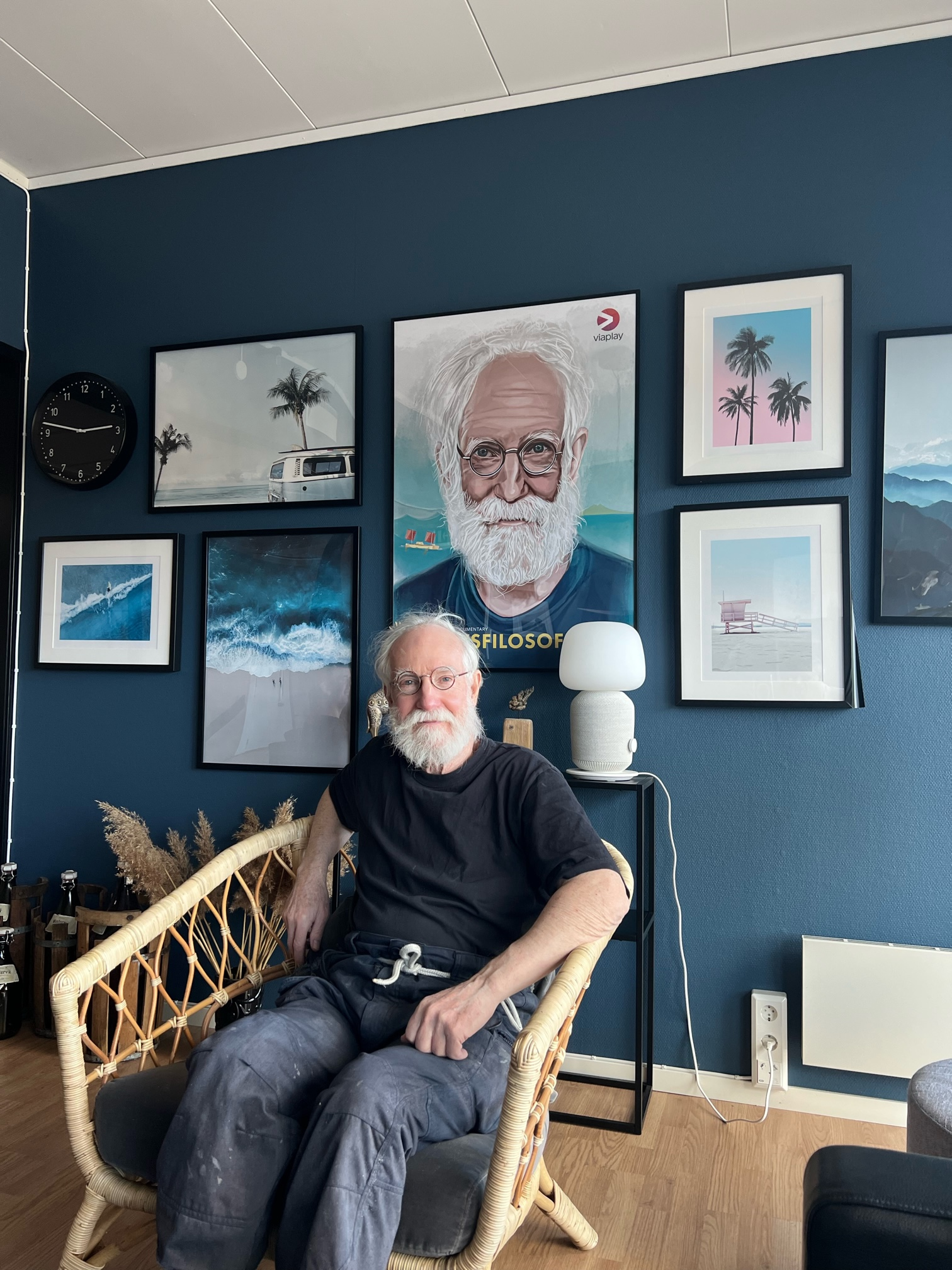
Sven Yrvind sittande under filmaffischen för Havsfilosofen
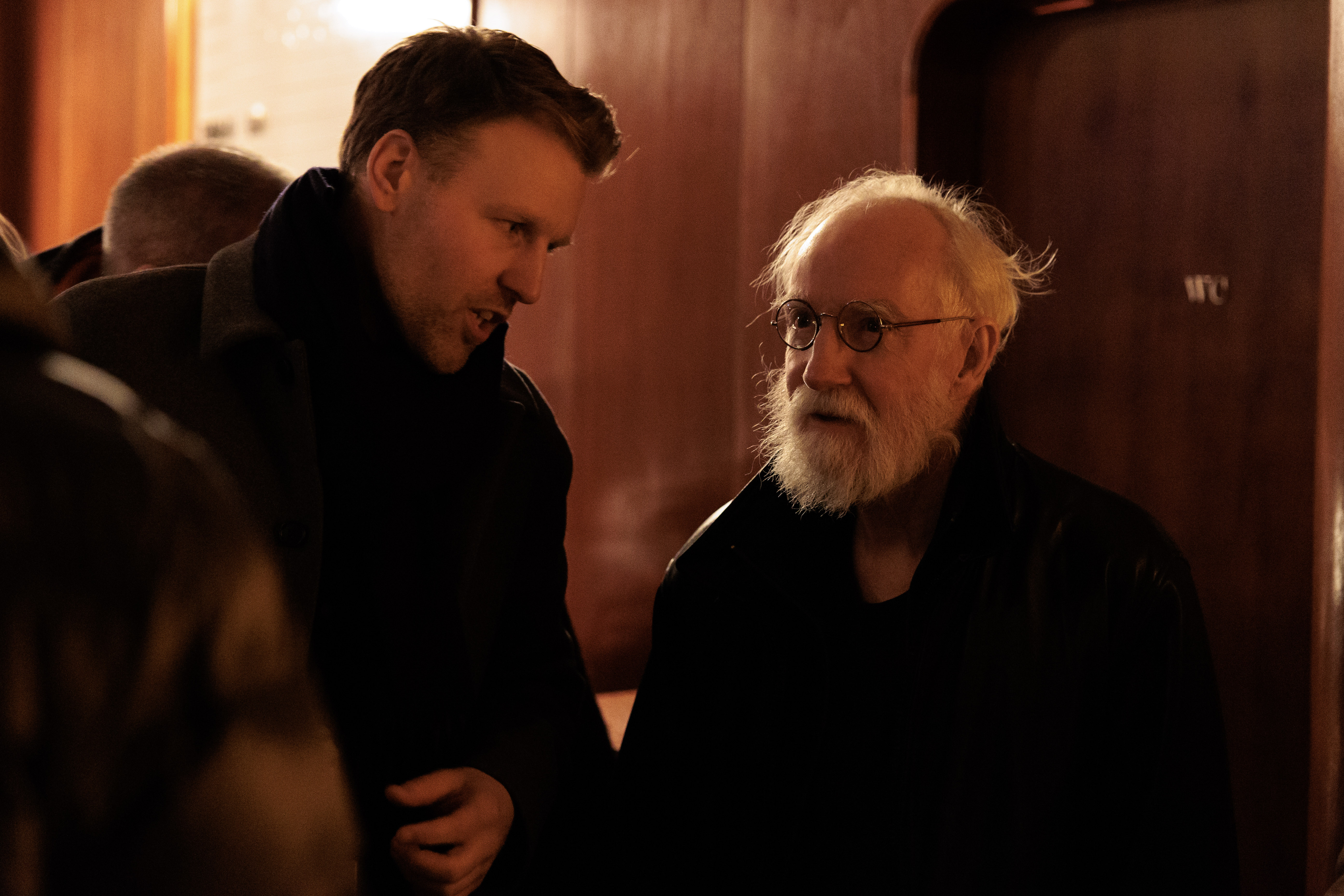
Andreas Eidhagen och Sven Yrvind vid premiären för Havsfilosofen.

## Medverkande
- Sven Yrvind
- Thomas Grahn
- Beppe Backlund
- Håkan Johansson
- Janneke R. Schokker

## Utmärkelser
| Utmärkelse                             | År   | Kategori                  | Mottagare        | Resultat  | Ref.         |
| -------------------------------------- | ---- | ------------------------- | ---------------- | --------- | ------------ |
| Kristallen                             | 2023 | Årets Dokumentärprogram   | Havsfilosofen    | Nominerad | [ 7 ] [ 8 ]  |
| Stockholm City Film Festival           | 2023 | Bästa Långfilmsdokumentär | Havsfilosofen    | Vann      | [ 9 ]        |
| Tokyo Lift-Off Film Festival           | 2023 | Bästa Långfilmsdokumentär | Havsfilosofen    | Nominerad | [ 10 ] [ 4 ] |
| Toronto Lift-Off Film Festival         | 2023 | Bästa Långfilmsdokumentär | Havsfilosofen    | Vann      | [ 11 ]       |
| Scandinavian International Film Awards | 2023 | Framstående Prestation    | Andreas Eidhagen | Vann      | [ 10 ]       |